# Frans Depooter
Frans Depooter, né à Mons en 24 novembre 1898 et mort à Maffe (Havelange) 13 août 1987, est un artiste peintre belge paysagiste, de natures mortes et portraitiste.

## Biographie
Frantz André Antoine Depooter, né à Mons en 24 novembre 1898, est le fils de François Depooter, peintre décorateur et entrepreneur, et de Rosa Colmant. Le 15 décembre 1923, il épouse l’artiste peintre Andrée Bosquet, jeune étudiante, qu'il a connu à l'Académie royale des Beaux-Arts de Mons.
Avant et après la Première Guerre mondiale, l'atelier de son père exécute des décors pour les intérieurs des particuliers et pour de nombreux théâtres. C'est ainsi que Franz Depooter travaille dès l’âge de 13 ans dans l’entreprise familiale où il rencontre Anto Carte, Fernand Gommaerts, Léon Navez et Léon Devos. En 1928, ils seront cofondateurs du Groupe Nervia.
Après avoir terminé l'école moyenne à Mons, Frans Depooter est d’abord géomètre arpenteur diplômé de l’Institut Simon Stévin à Bruxelles. De 1912 à 1914, il est inscrit à l’Académie royale des Beaux-Arts de Mons où il suit notamment les cours de gravure d’Alfred Duriau. Il prend ensuite des cours à l'Académie royale des Beaux-Arts de Bruxelles puis, en 1917, est déporté par les Allemands en France lors de la Première Guerre mondiale.
Après l'Armistice de novembre 1918, il suit les cours de Jean Delville de Constant Montald à Bruxelles. Il revient ensuite à Mons où il collabore aux travaux de l'atelier familial et étudie le soir à l’Académie royale des Beaux-Arts de Mons (auprès d'Émile Motte). Remarqué par ce dernier, il est chargé de cours intérimaire de 1923 à 1925 à l'Académie royale des Beaux-Arts de Mons.
De 1926 à 1930, passionné de nature, il s'installe dans l'environnement boisé de Wauthier-Braine où il s'adonne à l'aviculture.
Revenant à l'art pictural, il entre en octobre 1930 comme professeur de dessin dans l'enseignement secondaire. Six ans plus tard, il enseigne la peinture à l'École des arts décoratifs de Molenbeek-Saint-Jean dont il devient directeur à partir de 1944.
Pendant la Seconde Guerre mondiale, il participe à la Résistance armée.
Il participe aux expositions du cercle artistique montois « Le Bon Vouloir » et expose en 1935 au Palais des Beaux-Arts de Bruxelles un ensemble de ses toiles.
Il a peint les paysages du Brabant wallon, de l'Ardenne, de Collioure, d'Espagne et de Corse.

## Style artistique
D’inclination poétique, Frans Depooter approfondit son style résolument figuratif conformément à sa nature. Ses natures mortes stylisées, ses paysages et ses figures expressionnistes font place très tôt à des œuvres raffinées d’une apparente simplicité. Ses portraits sur fond uni s’isolent dans le rêve ou la vie intérieure du modèle. Ses fleurs forment des bouquets fragiles et tendres. Ses paysages souvent traités en demi-teintes et transposés par une lumière nuancée témoignent d’une discrète sensibilité (on l’a surnommé : Le chantre du Brabant wallon). Le talent de Frans Depooter se caractérise par une recherche de la mesure, du raffinement et de la poésie.

## Distinctions
Il a reçu diverses distinctions dont : 
- Médaille d’or à l'Exposition des Arts décoratifs (Art déco) à Paris en 1925 ;
- Prix du Hainaut en 1939 ;
- Prix de la Ville de Mons - Claire Sauté en 1967 ;
- Prix Charles Caty de l’Académie royale de Belgique en 1969 ;
- Médaille d’or du Mérite artistique européen.

## Sélection d'œuvres
- Institut royal du patrimoine artistique (IRPA)